# Čeng-ting
Čeng-ting (čínsky pchin-jinem Zhèngdìng, znaky 正定 ) je okres ležící v městské prefektuře Š’-ťia-čuang v provincii Che-pej Čínské lidové republiky. Okres se nachází asi 260 km jižně od Pekingu. Rozloha okresu je 468 km², má 594 000 obyvatel.
Čeng-ting byl významným náboženským centrem po tisíciletí od období dynastie Suej do dynastie Čching (6. – 19. století). Vzniklo zde několik škol zen-buddhismu. Z mnoha klášterů a chrámu do 21. století přežil klášter Lung-sing a čtyři výstavné pagody.